# Pilea pubescens
Pilea pubescens är en nässelväxtart som beskrevs av Frederik Michael Liebmann. Pilea pubescens ingår i släktet pileor, och familjen nässelväxter. Inga underarter finns listade i Catalogue of Life.